# Kryptopterus mononema
Kryptopterus mononema es una especie de peces de la familia Siluridae en el orden de los Siluriformes.

## Morfología
• Los machos pueden llegar alcanzar los 27 cm de longitud total.

## Distribución geográfica
Se encuentra en Sumatra y Java.